# Saint Patrick Visitor Center

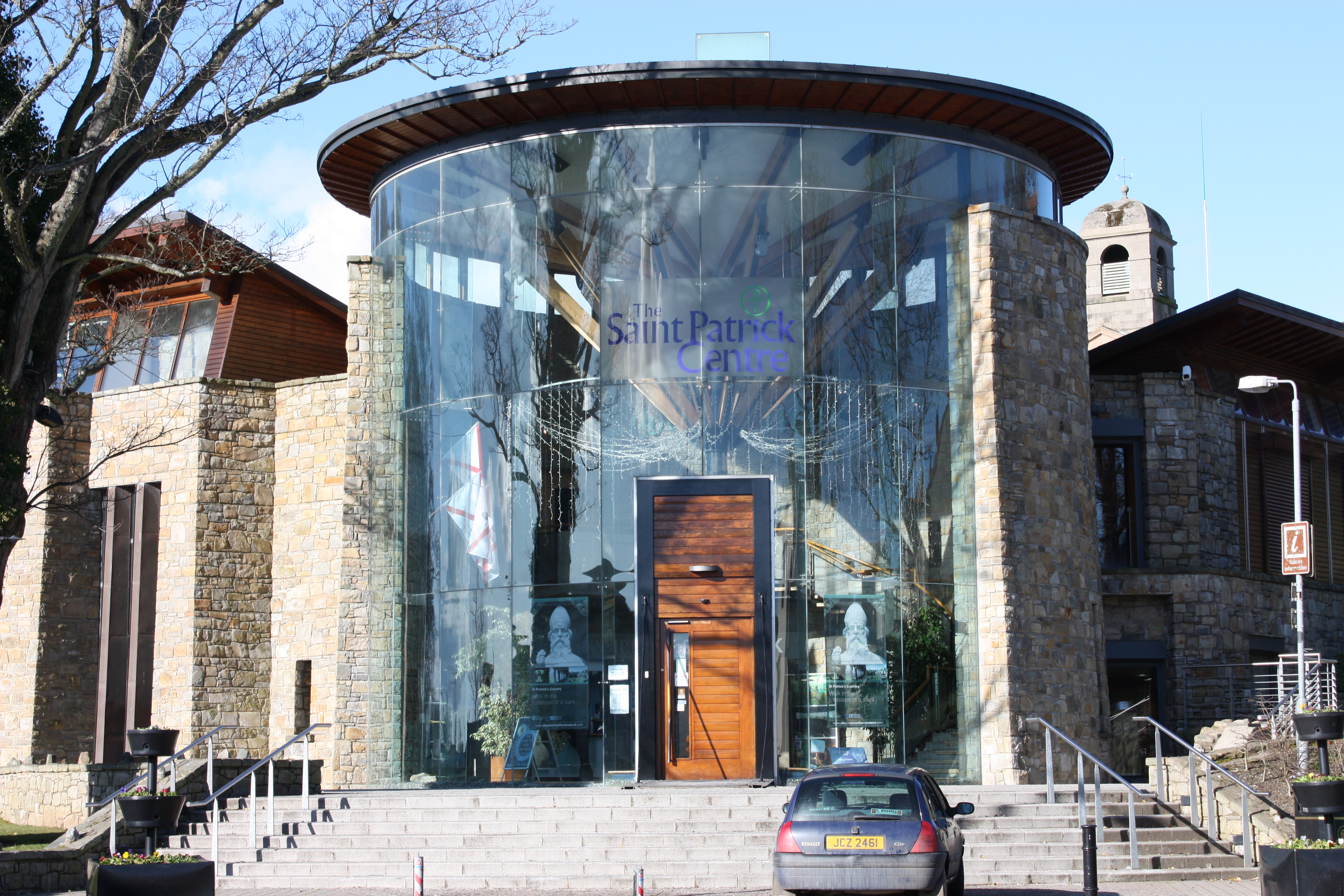
Centro de Visitantes de Saint Patrick, fevereiro de 2010

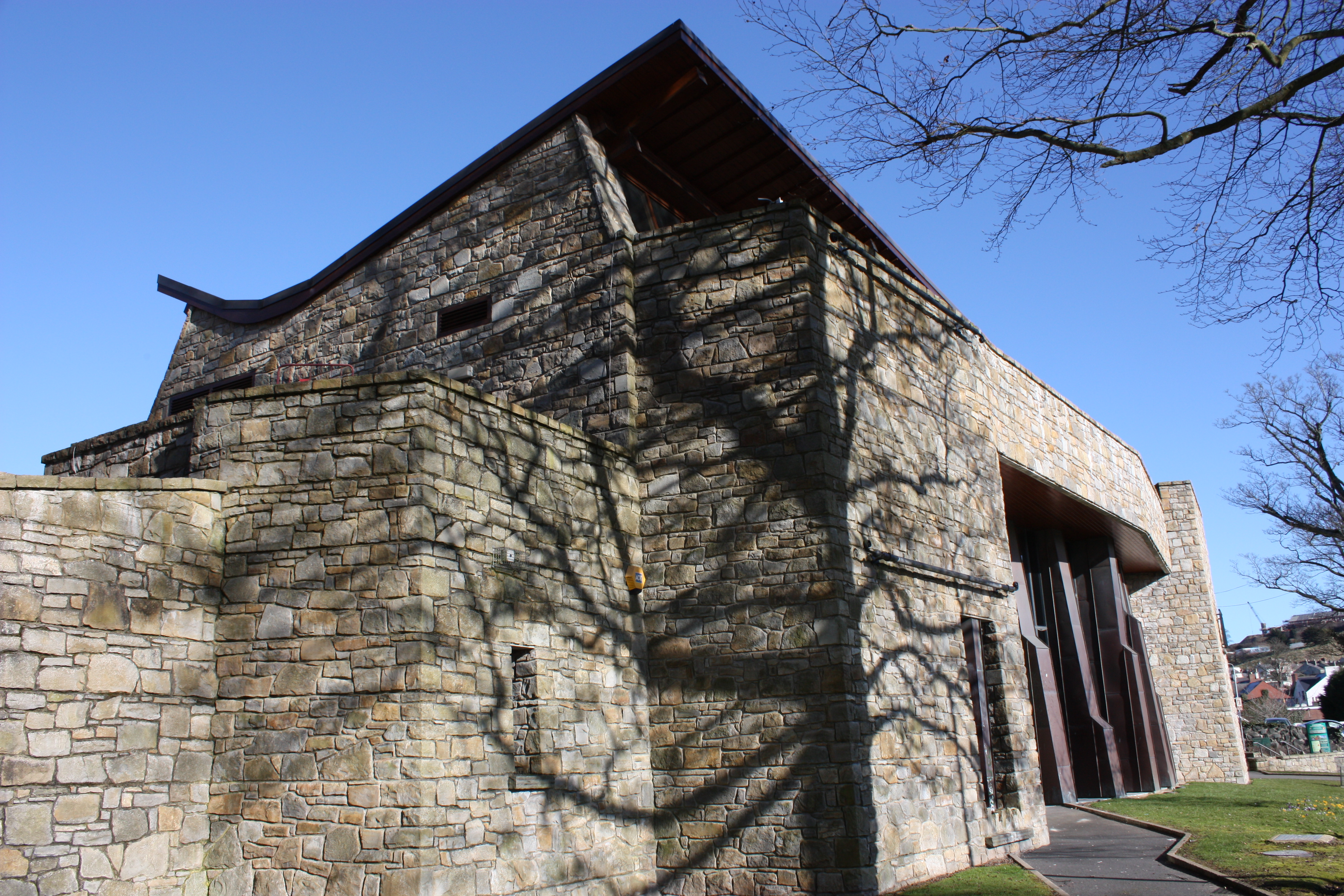
Centro de Visitantes de Saint Patrick, fevereiro de 2010

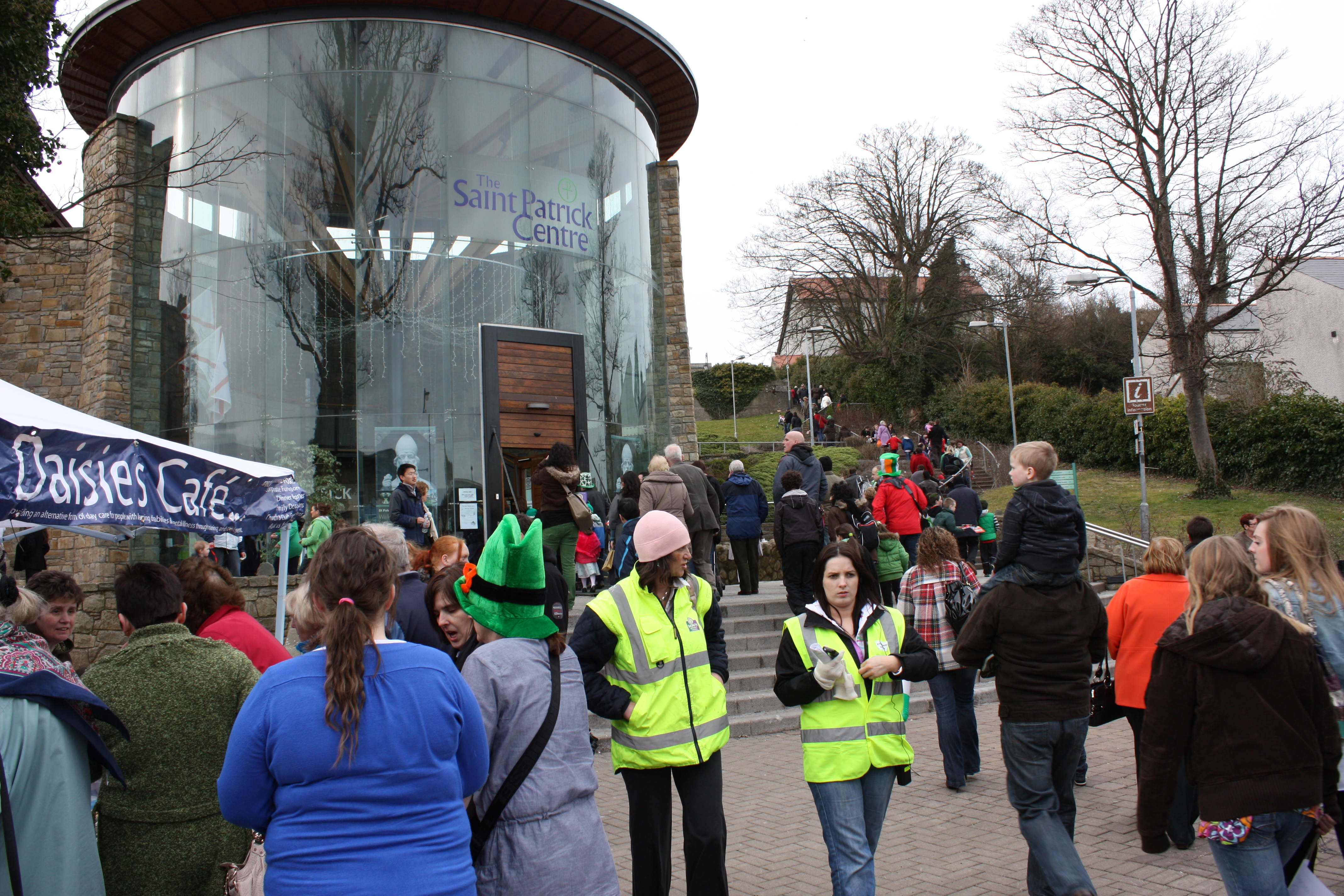
Centro de Visitantes de São Patrício, Dia de São Patrício, março de 2010

O Saint Patrick Visitor Center é um moderno complexo de exposições localizado em Downpatrick, County Down, Irlanda do Norte. É um centro de exposições interpretativas permanentes com exibições interativas sobre a vida e a história de São Patrício, o santo padroeiro da Irlanda. Ele fornece o único centro de exposições permanentes do mundo dedicado a São Patrício.
Está situado no centro da cidade, abaixo da Catedral de Down e do local do túmulo de São Patrício e está aberto todo o ano. Foi estabelecido usando o financiamento do Projeto Millennium da Loteria Nacional, custou £ 6,3 milhões e foi inaugurado em 2001.  Na exposição, intitulada Ego Patricius, as próprias palavras de São Patrício são usadas para iluminar a chegada do cristianismo na Irlanda e seu desenvolvimento através de sua missão. Ele também revela as obras de arte e metalurgia que foram características do período cristão primitivo, bem como o grande impacto dos missionários irlandeses neste período na Europa.  A exposição usa uma abordagem multimídia e tecnologia de ponta para focar no histórico São Patrício e não nas lendas, além de um filme exibido no cinema construído para esse fim. O projeto envolve paredes de vidro ousadas, figuras em tamanho real, vídeos e gravações de voz.
Para além da exposição permanente, o Centro dispõe ainda de um centro de informação turística, loja de artesanato, café e galeria de arte. O Centro também tem uma Iniciativa de Educação que alcança as escolas locais. 
O Centro tem um espírito de comunidade cruzada de trabalhar no 'Espírito de São Patrício' e trabalhou ao longo dos anos com a Antiga Ordem dos Hibernianos, o Departamento de Relações Exteriores em Dublin e a Agência Ulster-Scots para apoiar estudos de tradições locais. O apoio ao Centro vem crescendo de pais, escolas, acadêmicos, artistas, políticos e pessoas da indústria e comércio, graças às pessoas de várias disciplinas acadêmicas que estão planejando seu futuro. Uma série de acadêmicos e líderes políticos da Europa e dos Estados Unidos estão comprometidos em apoiar o trabalho contínuo do Centro.
Desde 2008, uma série de instituições de caridade 501c3 chamadas Friends of Saint Patrick Center criou capítulos para apoiar o trabalho do Centro em Milwaukee, Minnesota, Arizona, Albany e Toronto. Desde essa data, eles apoiam o Programa de Jovens Embaixadores dos Centros, que hospeda até doze estudantes universitários americanos e canadenses, vindo aprender sobre o povo da Irlanda do Norte e dar feedback de suas descobertas para suas famílias, amigos e colegas de casa.

## O edifício

### Prêmios
O Centro foi altamente elogiado na Categoria Informação e Comunicação no Prêmio de Turismo da Irlanda do Norte de 2004.

### Números de visitantes
O Centro atraiu 80.000 visitantes em seus dois primeiros anos de operação e 130.000 em 2018.